# Герб Таттинского улуса
Герб муниципального образования «Таттинский улус» Республики Саха (Якутия) Российской Федерации.
Герб утверждён решением Таттинского улусного Собрания народных депутатов № 17-4 от 29 октября 2004 года.
Герб внесён в Государственный геральдический регистр Российской Федерации под регистрационным номером № 1716.

## Описание герба
« В золотом поле зелёное древо жизни „Аал-Луук мас“ в виде ствола с попарно расходящимися ветвями без числа, на концах загнутыми и процветшими. Во главе семь лазоревых дугообразно расположенных якутских алмазов (фигуры в виде поставленных на угол квадратов, каждый из которых расторгнут на шесть частей: накрест и наподобие двух сходящихся по сторонам стропил)».

## Описание символики герба
Центральная фигура герба — стилизованное изображение священного мифологического дерева народа саха «Ааал-Луук мас», символизирующего собой духовно культурное развитие, тягу к жизни.
Алмазы в особой стилизации, аналогичной их стилизации в Государственном гербе Республики Саха (Якутия), обозначают административно-территориальную принадлежность муниципального образования к Республике Саха (Якутия).
Автор герба: Неустроев-Мандар Уус Борис Федорович (с. Ытык-Кюель), компьютерный дизайн: Матвеев Артур Матвеевич (г. Якутск).